# Șeic Bedreddin
Șeic Bedreddin Mahmud bin Israel bin Abdulaziz (în turcă otomană شیخ بدرالدین; n. 3 decembrie 1359, Ammovouno⁠(d), Municipalitatea Orestiada, Macedonia de Est și Tracia, Grecia – d. 27 decembrie 1420, Serres, Imperiul Otoman), cunoscut mai simplu ca Șeic Bedreddin, a fost un mistic, cercetător, teolog, istoric și revoluționar din Imperiul Otoman.
A condus mai multe revolte împotriva sultanului otoman Mehmed I, unele dintre ele fiind planificate în timpul șederii sale în Țara Românească, la curtea domnului acesteia, Mircea I cel Bătrân. În urma unei asemenea revolte, a fost prins și spânzurat în 1420.